# Luigi I d'Orléans-Longueville
Luigi I d'Orléans-Longueville (1480 – Beaugency, 1º agosto 1516), capo della casata degli Orléans-Longueville, ramo collaterale dei Valois, fu conte di Montgomery,  di Tancarville, principe di Châlet-Aillon, marchese de Rothelin, visconte d'Abberville, gran ciambellano di Francia e governatore della Provenza.

## Biografia
Figlio cadetto di Francesco, conte di Longueville, e di Agnese di Savoia, Luigi I succedette al fratello maggiore Francesco nel titolo di duca di Longueville.
Fu fatto prigioniero dagli inglesi nella battaglia di Guinegatte ed approfittò della sua prigionia a Londra per negoziare il matrimonio di Luigi XII di Francia con Maria Tudor, che sancì così le trattative di pace.

## Matrimonio e figli
Luigi sposò nel 1504, Giovanna di Hochberg (?-1543), figlia di Filippo di Hochberg, e fu padre di:
- Claudio (1508-9 novembre 1524), duca di Longueville, conte di Montgommery, conte de Tancarville, visconte d'Abberville, pari di Francia.
- Luigi (1510-1537)[1], sposo di Maria di Guisa. Premorì alla madre e fu padre di Francesco, duca di Longueville e conte di Nauchatel
- Francesco, marchese di Rothelin, sposò Jacqueline de Rohan-Gyé. Da un suo figlio bastardo originarono gli Orléans-Rothelin.
- Carlotta (1512-1549), sposò Filippo di Savoia-Nemours, duca di Nemours.

## Ascendenza
|                                      |                           |                           | Genitori                            |  |  | Nonni |  |  | Bisnonni                     |  |  | Trisnonni              |  |
|                                      |                           |                           |                                     |  |  |       |  |  | 8. Luigi I di Valois-Orléans |  |  | 16. Carlo V di Francia |  |
|                                      |                           |                           |                                     |  |  |       |  |  | 8. Luigi I di Valois-Orléans |  |  | 16. Carlo V di Francia |  |
|                                      |                           | 17. Giovanna di Borbone   |                                     |  |  |       |  |  | 8. Luigi I di Valois-Orléans |  |  |                        |  |
| 4. Giovanni d'Orléans                |                           |                           |                                     |  |  |       |  |  | 8. Luigi I di Valois-Orléans |  |  |                        |  |
|                                      |                           | 9. Marietta d'Enghien     | 18. Giacomo d'Enghien               |  |  |       |  |  |                              |  |  |                        |  |
|                                      |                           | 9. Marietta d'Enghien     | 18. Giacomo d'Enghien               |  |  |       |  |  |                              |  |  |                        |  |
|                                      |                           | 9. Marietta d'Enghien     | 19. Maria di Roucy                  |  |  |       |  |  |                              |  |  |                        |  |
| 2. Francesco I d'Orléans-Longueville |                           | 9. Marietta d'Enghien     |                                     |  |  |       |  |  |                              |  |  |                        |  |
|                                      |                           | 10. Giacomo II d'Harcourt | 20. Giacomo I d'Harcourt            |  |  |       |  |  |                              |  |  |                        |  |
|                                      |                           | 10. Giacomo II d'Harcourt | 20. Giacomo I d'Harcourt            |  |  |       |  |  |                              |  |  |                        |  |
|                                      |                           | 10. Giacomo II d'Harcourt | 21. Giovanna d'Enghien              |  |  |       |  |  |                              |  |  |                        |  |
| 5. Maria d'Harcourt                  |                           | 10. Giacomo II d'Harcourt |                                     |  |  |       |  |  |                              |  |  |                        |  |
|                                      |                           | 11. Margherita di Melun   | 22. Guglielmo IV di Melun           |  |  |       |  |  |                              |  |  |                        |  |
|                                      |                           | 11. Margherita di Melun   | 22. Guglielmo IV di Melun           |  |  |       |  |  |                              |  |  |                        |  |
|                                      |                           | 11. Margherita di Melun   | 23. Giovanna di Parthenay           |  |  |       |  |  |                              |  |  |                        |  |
| 1. Luigi I d'Orléans-Longueville     |                           | 11. Margherita di Melun   |                                     |  |  |       |  |  |                              |  |  |                        |  |
|                                      | 12. Amedeo VIII di Savoia | 24. Amedeo VII di Savoia  |                                     |  |  |       |  |  |                              |  |  |                        |  |
|                                      | 12. Amedeo VIII di Savoia | 24. Amedeo VII di Savoia  |                                     |  |  |       |  |  |                              |  |  |                        |  |
|                                      | 12. Amedeo VIII di Savoia | 25. Bona di Berry         |                                     |  |  |       |  |  |                              |  |  |                        |  |
| 6. Ludovico di Savoia                | 12. Amedeo VIII di Savoia |                           |                                     |  |  |       |  |  |                              |  |  |                        |  |
|                                      |                           | 13. Maria di Borgogna     | 26. Filippo II di Borgogna          |  |  |       |  |  |                              |  |  |                        |  |
|                                      |                           | 13. Maria di Borgogna     | 26. Filippo II di Borgogna          |  |  |       |  |  |                              |  |  |                        |  |
|                                      |                           | 13. Maria di Borgogna     | 27. Margherita III di Fiandra       |  |  |       |  |  |                              |  |  |                        |  |
| 3. Agnese di Savoia                  |                           | 13. Maria di Borgogna     |                                     |  |  |       |  |  |                              |  |  |                        |  |
|                                      |                           | 14. Giano di Cipro        | 28. Giacomo I di Cipro              |  |  |       |  |  |                              |  |  |                        |  |
|                                      |                           | 14. Giano di Cipro        | 28. Giacomo I di Cipro              |  |  |       |  |  |                              |  |  |                        |  |
|                                      |                           | 14. Giano di Cipro        | 29. Elvisa di Brunswick-Grubenhagen |  |  |       |  |  |                              |  |  |                        |  |
| 7. Anna di Cipro                     |                           | 14. Giano di Cipro        |                                     |  |  |       |  |  |                              |  |  |                        |  |
|                                      |                           | 15. Carlotta di Borbone   | 30. Giovanni I di Borbone-La Marche |  |  |       |  |  |                              |  |  |                        |  |
|                                      |                           | 15. Carlotta di Borbone   | 30. Giovanni I di Borbone-La Marche |  |  |       |  |  |                              |  |  |                        |  |
|                                      |                           | 15. Carlotta di Borbone   | 31. Caterina di Vendôme             |  |  |       |  |  |                              |  |  |                        |  |
|                                      |                           | 15. Carlotta di Borbone   |                                     |  |  |       |  |  |                              |  |  |                        |  |